# Panchagarh
Panchagarh (Bengaals: পঞ্চগড়) is een district (zila) in de divisie Rangpur in noord Bangladesh. Het district grenst aan drie kanten aan India.